# Super Girlies
Super Girlies je indonéská dívčí kapela z Bandungu.
Skupina byla založena v roce 2011, a její původní sestava byla složena ze sedmi dívek: Laras, Kinang, Opie, Yui, Mega, Atu i Sarah.
Tvorba skupiny je inspirována styly j-pop a dance-pop, a jejich oblečení stylem harajuku. Kromě toho přednesli rovněž píseň dangdut (žánr indonéské populární hudby) s názvem Cinta Karet.
Skupina získala popularitu díky písním Malu-Malu Mau i Aw Aw Aw. Singl Aw Aw Aw nasbíral na YouTube přes 9 milionů zhlédnutí (2021). Po nahrání řadu singlů skupina vydala album s názvem Semangat (2015).
V roce 2012 skupina získala ocenění Dahsyatnya Awards v kategorii nejlepší dívčí skupina (Girlband Terdahsyat).